# Exosphaeroma aphrodita
Exosphaeroma aphrodita är en kräftdjursart som beskrevs av David R. Boone 1923. Exosphaeroma aphrodita ingår i släktet Exosphaeroma och familjen klotkräftor.
Artens utbredningsområde är Kalifornien. Inga underarter finns listade i Catalogue of Life.